# 人格莱姆氏菌
人格莱姆氏菌（学名：Gleimia hominis）是格莱姆氏菌属的下属物种。此物种是一种革兰氏阳性、微需氧且嗜温的细菌。此物种从一名89岁女性患者的伤口拭子中分离出来。